# Peter Petrelli
Peter Petrelli és un personatge de ficció de la sèrie televisiva Herois interpretat per Milo Ventimiglia. Aquest heroi té l'habilitat d'imitar els poders dels altres herois quan hi està en contacte.

## Història
En el primer episodi de la sèrie, Peter Petrelli és mostrat com un personatge sensible, compassiu i somniador que es deixa portar pels seus sentiments. És un infermer de 26 anys que viu a Nova York i que és germà d'un polític candidat al congrés dels Estats Units de nom Nathan Petrelli amb el qual manté una relació estranya i complexa, ja que s'hi sent molt unit degut a algun tipus de connexió metafísica. A diferència d'ell, el seu germà no manifesta cap mena de compassió cap a sa mare quan és detinguda per robar en botigues, el que porta a tensions entre ells dos. Quan Peter descobreix que pot volar, decideix cercar la veritat sobre els seus poders, amb la convicció de trobar una resposta.

## Poders
Habilitats que ha demostrat Peter fins al moment
| Poders                            | Benefactor      | Episodi                        | Notes                                                                                  |
| --------------------------------- | --------------- | ------------------------------ | -------------------------------------------------------------------------------------- |
| Volar                             | Nathan Petrelli | "Gènesi"                       | Peter pensa que aquest poder és seu                                                    |
| Precognició                       | Isaac Mendez    | "No miris enrere"              |                                                                                        |
| Manipulació de l'espai i el temps | Hiro Nakamura   | "Col·lisió"                    | Peter utilitza el poder de Hiro per a congelar el temps                                |
| Regeneració espontània            | Claire Bennet   | "Trobada d'exalumnes"          | Peter ha sigut ferit greument tres vegades i gràcies a aquest poder se'n pot recuperar |
| Telequinesi                       | Sylar           | "Trobada d'exalumnes"          |                                                                                        |
| Telepatia                         | Matt Parkman    | "Pluja àcida"                  |                                                                                        |
| Invisibilitat                     | Claude          | "Regal diví"                   | Peter pot estendre el camp d'invisibilitat sobre una altra persona que estiga tocant   |
| Radiació                          | Ted Sprague     | "La part difícil"              |                                                                                        |
| Força sobrehumana                 | Niki Sanders    | "How to stop an exploding man" |                                                                                        |

A la tercera temporada perd tots els poders i a la quarta té el poder d'obtenir el poder de l'última persona que ha tocat.